# Colletta di Castelbianco
Pour les articles homonymes, voir Colletta.
Colletta di Castelbianco est un ancien village dans les Alpes maritimes et près de la Riviera ligure dans la Province de Savone, Ligurie en Italie.

## Histoire
Abandonné dans les années 1950, Colletta a fait l'objet, à la fin des années 1990, d'un projet de restauration ; le plan de restauration a été développé par l'architecte Giancarlo De Carlo
En 2005, le village a eu sa première récolte d'olives depuis 30 ans et produit maintenant de petites quantités d'huile d'olive provenant des olives locales de taggiasca
.

## Galerie

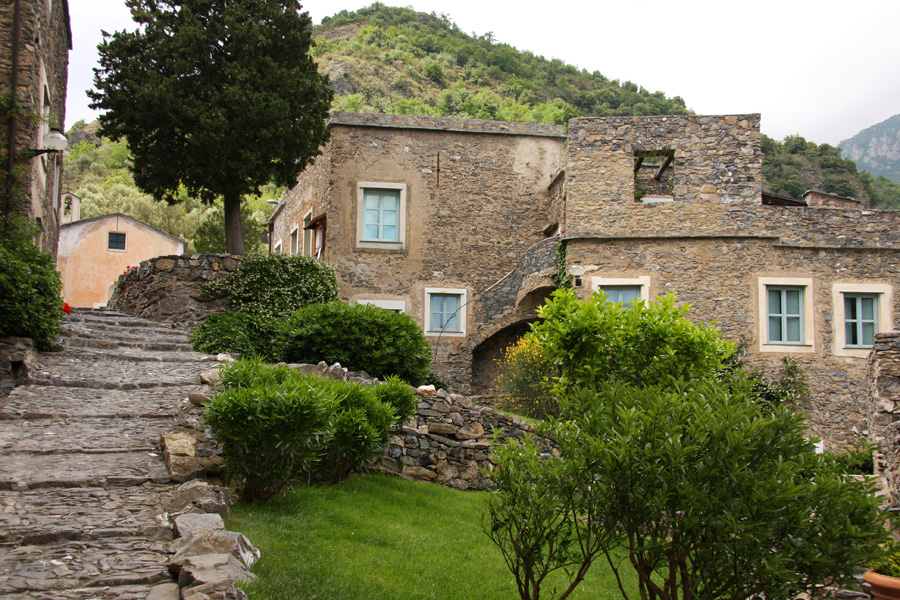
Colletta di Castelbianco
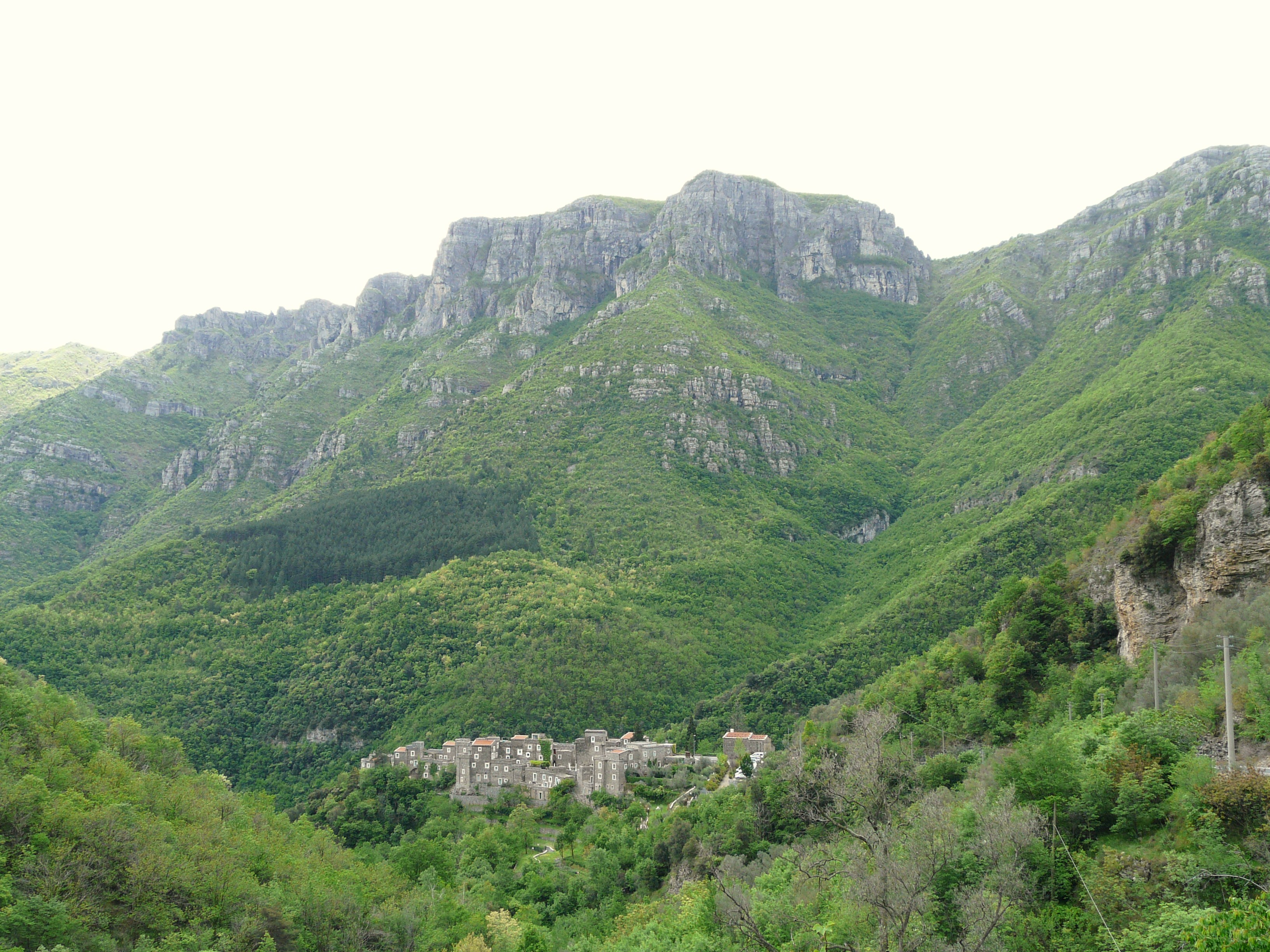
Colletta di Castelbianco

## Source de la traduction
- (en) Cet article est partiellement ou en totalité issu de l’article de Wikipédia en anglais intitulé « Colletta di Castelbianco » (voir la liste des auteurs).